# Бентинк, Генри, 11-й граф Портленд
Генри Ноэль Бентинк, 11-й граф Портленд, граф Бентинк и Вальдек Лимпург (англ. Henry Noel Bentinck, 11th Earl of Portland, Count Bentinck und Waldeck Limpurg; 2 октября 1919 — 30 января 1997) — британский пэр и офицер.
Титулы: 11-й граф Портленд в графстве Дорсет (Пэрство Англии), 11-й виконт Вудсток в графстве Оксфордшир (Пэрство Англии) и 11-й барон Сайренсестер в графстве Глостершир (Пэрство Англии).

## Ранняя жизнь и образование
Родился 2 октября 1919 года в приходе Сент-Джордж-Хановер-сквер, Вестминстер. Единственный Сын графа Роберта Чарльза Бентинка (1875—1932), потомка Уильяма Бентинка, 1-го графа Бентинка (1704—1774), младшего сына Уильяма Бентинка, 1-го графа Портленда, и сводного брата Генри Бентинка, 1-го герцога Портленда. Его мать, леди Нора Ида Эмили Ноэль (1881—1939), старшая дочь Чарльза Уильяма Фрэнсиса Ноэля, 3-го графа Гейнсборо, и праправнучка Вильгельма IV.
Он получил образование в школе Харроу и в Королевском военном колледже в Сандхерсте, но ушел всего через семестр на фоне заголовков в прессе — «Граф пропал без вести из Сандхерста». Он работал ковбоем в Калифорнии в течение года, вернулся в Англию в 1939 году и женился на Паулине Урсуле Меллоуз в 1940 году. Он зарегистрировался как отказник по соображениям совести, но после смерти близкого друга он присоединился к Колдстримскому гвардейскому полку в качестве рядового. Вскоре он был произведен в офицеры и с отличием служил в Италии в Камино. Он был дважды ранен, а затем был военнопленным до 1945 года, когда он смог вернуться в свой полк в Триесте.

## Карьера
После войны он был продюсером на BBC. С 1952 по 1955 год он работал жакару на овцеводческой ферме в Тасмании.
Он вернулся на BBC в качестве продюсера программы Today, представленной Джеком де Манио, и других сериалов. В это время он написал свою первую книгу Anyone Can Understand the Atom. В 1959 году он стал работать в J. Walter Thompson в качестве рекламного продюсера, работая над более чем 600 рекламными роликами. Он создал и спродюсировал рекламу воздушных шаров Nimble bread, а также первую кампанию для Mr Kipling, сам придумав фразу: «Mr Kipling makes very good cakes».
Он переехал в Девон в 1974 году со своей второй женой Дженни Хопкинс, чтобы управлять самодостаточным органическим небольшим хозяйством и гостевым домом в течение шести лет. Позже он завязал тесную дружбу с Джеймсом Лавлоком, создателем гипотезы Геи, и опубликовал книгу «Жизнь — это сумма, которую человечество делает неправильно».
Лорд Портленд скончался 30 января 1997 года в Литл-Кадворти, доме в Долтоне, Девон.

## Браки и дети
13 октября 1940 года Генри Бентинк женился первым браком в Лондоне на Паулине Урсуле Меллоуз (15 октября 1921 — 10 января 1967), дочери Фрэнка Уилфорда Меллоуза (1875—1940) и жены Дорис (урожденной Уоттс). У супругов было трое детей:
- Леди Соррель Дейдре Бентинк (род. 22 февраля 1942), в 1972 году она вышла замуж за сэра Джона Филипа Листера Листер-Кейя, 8-го баронета (развод в 1988 году), трое детей.
- Леди Анна Сесилия Бентинк (род. 18 мая 1947), 1-й муж с 1965 года Джаспер Гамильтон Холмс (развод в 1974 году); 2-й муж с 1975 года Николас Спаффорд Вестер (развод в 1977 году). Трое детей от первого брака.
- Тимоти Чарльз Роберт Ноэль Бентинк, 12-й граф Портленд (род. 1 июня 1953), актер, известный своей продолжительной ролью Дэвида Арчера в сериале «Лучники» на BBC Radio 4.

23 февраля 1974 года он женился во второй раз на Дженнифер Хопкинс (13 мая 1936 — 23 марта 2016), дочери Реджинальда Эрнеста Хопкинса и Нэнси Уинифред Пейдж.

## Пэрство
После смерти своего кузена Годара Адриана Анри Жюля Бентинка, 9-го графа Бентинка (1887—1968), в 1968 году Генри Бентинк стал 10-м графом Бентинком в Священной Римской империи (иностранный титул, который может использоваться в Великобритании на основании королевской лицензии 1886 года.
В 1990 году после смерти своего дальнего родственника, Виктора Кавендиш-Бентинка, 9-го герцога Портленда (1897—1990), он унаследовал титул 11-го графа Портленда (Пэрство Англии). Один из последнего поколения наследственных пэров, занявших место в Палате лордов по прямому наследованию, его первая речь в Палате лордов в январе 1993 года была посвящена 9-му докладу Комитета Европейских сообществ по внедрению и обеспечению соблюдения законодательства об охране окружающей среды, когда он высказался за сдерживание роста городов и населения по экологическим причинам.